# 摸你黑狂欢节
中国佤族司岗里摸你黑狂欢节是云南省沧源佤族自治县的一个大型旅游文化节庆活动，由沧源县委和县政府主办，承办方为云南庆典文化传播有限公司。2004年举办第一届狂欢节，此后每年的5月1日前后都会举办活动，到2018年已举办14届。

## 活动
“摸你黑”是佤族的一种欢庆活动，使用称作“娘布洛”的天然涂料相互涂抹，以示祝福平安健康。“摸你黑”取意于佤族民间用锅底灰、牛血、泥土涂抹在额头上以驱邪祈福求平安的习俗。“摸你黑”一词是从佤语音译而来，意为“就是这样”，引申为“这儿是我们追求的、我们所期待的，坚持下去吧，坚持到永久”。除了“摸你黑”之外，狂欢节中也有斗牛、木鼓舞、甩发舞等佤族传统节目表演。2012年的沧源摸你黑狂欢节，为了寻找台湾原住民和云南佤族的共通之处，台湾阿美族、布农族等4个民族24名原住民组成参访团联谊赴沧源参加活动。

## 影响和荣誉
摸你黑狂欢节被评为云南省最具魅力和影响力的“十大民族节庆”之一，促进了沧源县旅游产业的发展，2015年沧源摸你黑狂欢节三天内接待了超过12万名游客。在2009年举办的“第五届中国国际会展文化节”中，摸你黑狂欢节获得“2008年至2009年度中国十大魅力节庆活动”荣誉并获得中国会展界最高奖“金海豚奖”。

## 其他狂欢节
墨江县也会举办哈尼族传统的“摸你黑”狂欢节，不过影响力和知名度不及沧源。

## 资料来源
1. 1 2 3  胡馨予. . cpc.people.com.cn. 人民网. 2009-08-10  [2017-12-09]. （原始内容存档于2019-08-23）.
2. ↑  滕俊; 黄若天. . www.mzhb.com. 民族画报. 2014-03-31  [2017-12-09]. （原始内容存档于2019-08-16）.
3. ↑  . yn.sina.com.cn. 沧源县委宣传部. 2018-04-30  [2018-05-06]. （原始内容存档于2018-05-07）.
4. ↑  秦晴. . cul.china.com.cn. 新华网. 2011-05-03  [2017-12-09]. （原始内容存档于2019-08-22）.
5. 1 2 3  . www.china.com.cn. 中国网综合消息. 2009-08-26  [2017-12-09]. （原始内容存档于2020-08-28）.
6. ↑  . travel.sina.com.cn. 新浪旅游. 2017-04-29  [2017-12-10]. （原始内容存档于2019-08-23）.
7. ↑  胡远航; 顾一航. . www.taiwan.cn. 中国新闻网. 2012-05-02  [2017-12-09]. （原始内容存档于2019-08-24）.
8. ↑  . yn.news.163.com. 春城晚报. 2015-05-05  [2017-12-09].[永久]
9. ↑  . news.163.com. 网易新闻.   [2017-12-09]. （原始内容存档于2019-08-27）.